# Magnus Mattsson
Magnus Elkjær Mattsson (Marstal, 25 februari 1999) is een Deens voetballer die doorgaans als aanvallende middenvelder speelt. Hij maakte in februari 2024 voor vijf miljoen euro de overstap van N.E.C. naar FC Kopenhagen.

## Clubcarrière

### Silkeborg
Mattsson kwam uit de jeugdopleiding van Silkeborg IF waar hij in 2017 debuteerde in het eerste team in de Superligaen. Na de degradatie in 2018 werd hij met zijn club in het seizoen 2018/19 kampioen in de 1. division. In de Superligaen kwam hij vanwege een langdurige blessure echter niet aan spelen toe en de club degradeerde in 2020 weer. In het seizoen 2020/21 scoorde Mattsson 19 doelpunten in 28 wedstrijden in de 1. division en promoveerde als aanvoerder wederom met zijn club.

### N.E.C.
Op 28 juni 2021 werd bekend dat Mattsson zou tekenen voor N.E.C., dat net was gepromoveerd naar de Eredivisie. Hij tekende in Nijmegen een contract voor drie seizoenen, tot de zomer van 2024, met een optie voor nog een jaar. Hij maakte op 14 augustus in het met 5-0 verloren openingsduel tegen Ajax zijn debuut voor de club. Op 25 september maakte hij zijn eerste doelpunt in dienst van NEC in de met 5-3 verloren uitwedstrijd tegen Feyenoord. Hij maakte vier goals in zijn eerste seizoen voor N.E.C., net als in zijn tweede seizoen.
Na het vertrek van Oussama Tannane ging Mattsson zich in het seizoen 2023/24 richten op zijn favoriete positie, op 10. Hij ging daardoor van rugnummer 11 naar 8, omdat hij zichzelf als middenvelder zag. Dat bleek de aanloop van een erg goed seizoen voor de Deen. Hij begon dat seizoen met een assist, maar verloor wel met 3-4 van Excelsior. In de derde speelronde was hij tegen RKC Waalwijk (3-0) goed voor twee goals en een assist. Hij scoorde op 1 oktober tegen rivaal Vitesse zijn vierde goal van het seizoen, waardoor hij al na zeven wedstrijden het aantal goals van zijn vorige twee seizoenen had geëvenaard. Halverwege het seizoen stond hij op dertien goals en vijf assists in 22 wedstrijden. Op dat moment stond hij vijfde op de topscorerslijst van de Eredivisie, achter spitsen Vangelis Pavlidis, Santiago Giménez, Luuk de Jong en Brian Brobbey. Hij miste bovendien nog geen minuut.

### FC Kopenhagen
In januari 2024 toonde FC Kopenhagen verregaande interesse in Mattsson. In eerste instantie wilde N.E.C. haar topscorer niet verkopen, maar op deadlineday maakte de club dan toch bekend dat het Mattsson voor vijf miljoen euro had verkocht aan FC Kopenhagen. Daarmee werd Mattsson de duurste uitgaande transfer van N.E.C. in de clubgeschiedenis. Hij tekende in de Deense hoofdstad een contract tot de zomer van 2028 en behield rugnummer 8. Op 13 februari maakte hij zijn debuut voor FC Kopenhagen in de achtste finale van de Champions League tegen Manchester City. Hij scoorde zelf meteen zijn eerste doelpunt voor Kopenhagen, maar verloor met 1-3. Vijf dagen later maakte hij zijn competitiedebuut voor FC Kopenhagen, uitgerekend tegen zijn oude club Silkeborg IF, waar zijn jongere broer Pelle speelde. Hij opende de score en won met 3-0. Hij speelde zestien wedstrijden in zijn eerste halfjaar in Kopenhagen.
In zijn tweede seizoen speelde hij liefst 54 van de 55 wedstrijden: hij miste alleen één competitiewedstrijd door ziekte. Dat seizoen won hij de Deense dubbel door zowel de competitie als de beker te winnen. Hij begon het seizoen 2025/26 met de winnende goal als invaller in het openingsduel tegen Viborg. Vier dagen later scoorde hij, eveneens als invaller, beide doelpunten in een 2-0 overwinning op Drita in de voorronde van de Champions League. Daarmee had hij na twee wedstrijden al evenveel goals gescoord als in 54 wedstrijden vorig seizoen. 

## Statistieken
| Seizoen         | Club            | Competitie      | Competitie | Competitie | Beker | Beker | Europees | Europees | Totaal | Totaal |
| Seizoen         | Club            | Competitie      | Wed.       | Dlp.       | Wed.  | Dlp.  | Wed.     | Dlp.     | Wed.   | Dlp.   |
| --------------- | --------------- | --------------- | ---------- | ---------- | ----- | ----- | -------- | -------- | ------ | ------ |
| 2017/18         | Silkeborg IF    | Superligaen     | 18         | 1          | 4     | 1     | –        | –        | 22     | 2      |
| 2018/19         | Silkeborg IF    | 1. division     | 20         | 6          | 2     | 1     | –        | –        | 22     | 7      |
| 2019/20         | Silkeborg IF    | Superligaen     | 0          | 0          | 0     | 0     | –        | –        | 0      | 0      |
| 2020/21         | Silkeborg IF    | 1. division     | 28         | 19         | 2     | 3     | –        | –        | 30     | 22     |
| 2021/22         | N.E.C.          | Eredivisie      | 27         | 4          | 3     | 0     | –        | –        | 30     | 4      |
| 2022/23         | N.E.C.          | Eredivisie      | 25         | 4          | 1     | 0     | –        | –        | 26     | 4      |
| 2023/24         | N.E.C.          | Eredivisie      | 19         | 11         | 3     | 2     | –        | –        | 22     | 13     |
| 2023/24         | FC Kopenhagen   | Superligaen     | 13         | 2          | 1     | 0     | 2        | 1        | 16     | 3      |
| 2024/25         | FC Kopenhagen   | Superligaen     | 31         | 3          | 7     | 0     | 16       | 0        | 54     | 3      |
| 2025/26         | FC Kopenhagen   | Superligaen     | 4          | 2          | 0     | 0     | 3        | 3        | 7      | 5      |
| Carrière totaal | Carrière totaal | Carrière totaal | 185        | 52         | 23    | 7     | 21       | 4        | 227    | 63     |

Bijgewerkt tot en met 13 augustus 2025.

## Erelijst
| Competitie          |           |           |
| Competitie          | Aantal    | Jaren     |
| Silkeborg           | Silkeborg | Silkeborg |
| ------------------- | --------- | --------- |
| 1. division         | 1×        | 2018/19   |
| FC Kopenhagen       |           |           |
| Superligaen         | 1×        | 2024/25   |
| Deense voetbalbeker | 1×        | 2024/25   |